# Jens Gustafsson
Jens Otto Andreas Gustafsson (Helsingborg, 15 ottobre 1978) è un allenatore di calcio ed ex calciatore svedese, di ruolo difensore, tecnico dell'Häcken.

## Carriera

### Giocatore
Figlio dell'ex giocatore del Landskrona BoIS Tommy "Gyxa" Gustafsson, ha trascorso gran parte della sua carriera da calciatore al Falkenberg, dove ha militato per 7 stagioni nel campionato di Superettan, dal 2003 al 2009. Si è ritirato all'età di 31 anni una volta scaduto il contratto con il Falkenberg.
In precedenza aveva giocato un anno nel Brage (in Superettan, nel 2001) e uno nell'Högaborg (in terza serie, nel 2002).

### Allenatore
Un mese dopo la sua ultima partita giocata da calciatore, è stato reso noto che Gustafsson avrebbe iniziato la carriera di allenatore guidando la formazione Under-17 dell'Halmstad a partire dall'imminente stagione 2010. Nel 2011 l'Halmstad gli ha affidato la formazione Under-21, ma il 5 luglio dello stesso anno è stato promosso a capo allenatore della prima squadra dopo l'esonero dello spagnolo Josep Clotet Ruiz. Subentrato dunque a stagione in corso, non è riuscito ad evitare la retrocessione al termine dell'Allsvenskan 2011. L'anno successivo la squadra chiude al terzo posto in Superettan, tornando nella massima serie dopo gli spareggi contro il GIF Sundsvall. Nel 2013 chiude al terzultimo posto ma si salva dopo gli spareggi, disputati anche in questo caso contro il GIF Sundsvall. Gustafsson è rimasto sulla panchina dell'Halmstad fino al termine dell'Allsvenskan 2014, quando è stato sostituito da Jan Jönsson nonostante la salvezza ottenuta con due giornate di anticipo.
Nel gennaio 2016 è stato incluso nello staff tecnico dell'AIK in qualità di assistente di Andreas Alm, affiancando l'altro assistente Nebojša Novaković.
Nel maggio dello stesso anno, a campionato iniziato da poco più di un mese, Gustafsson è stato ufficializzato come futuro sostituto di Janne Andersson, capo allenatore dell'IFK Norrköping in procinto di lasciare l'incarico per diventare CT della Nazionale svedese al termine di Euro 2016. Durante l'Allsvenskan 2018, il suo Norrköping ha inseguito la testa della classifica fino all'ultima giornata, ma il titolo nazionale è andato all'AIK. Nei due anni successivi sono arrivati un quinto posto e un sesto posto. Al termine dell'Allsvenskan 2020, Gustafsson ha lasciato la squadra in un periodo turbolento dal punto di vista societario, visti gli addii di numerosi membri dello staff, dirigenti o dipendenti di altro tipo, i quali talvolta hanno anche criticato duramente le modalità di lavoro del presidente del consiglio di amministrazione.
Il 28 maggio 2021, firmando un contratto biennale, ha preso le redini dell'Hajduk Spalato. Il 1º novembre seguente, in seguito alla sconfitta esterna di campionato contro il Slaven Belupo (3-2), è stato sollevato dalla guida dei Bili terminando così l'avventura spalatina con 9 vittorie, 3 pareggi e 5 sconfitte in 17 partite complessive.
Il 13 gennaio 2022 è stato nominato nuovo CT della Nazionale svedese Under-21 con un contratto di quattro anni.
Il 9 maggio seguente, dopo neppure quattro mesi, ha lasciato la panchina della Svezia U-21 per prendere le redini del club polacco del Pogoń Stettino, con cui colleziona due quarti posti in altrettanti campionati.
Nell'agosto 2024 ha concordato i termini della separazione con il club polacco per accettare la remunerativa offerta da parte dei sauditi dell'Al-Fateh. La parentesi in Arabia Saudita tuttavia si è rivelata breve poiché nel dicembre dello stesso anno è stato esonerato.
Il 27 dicembre 2024 Gustafsson è stato nominato allenatore dell'Häcken, tornando dunque ad allenare in patria con un contratto triennale.

## Statistiche

### Statistiche da allenatore
Statistiche aggiornate al 15 febbraio 2024. In grassetto le competizioni vinte.
| Stagione              | Squadra               | Campionato            | Campionato | Campionato | Campionato | Campionato | Coppe nazionali | Coppe nazionali | Coppe nazionali | Coppe nazionali | Coppe nazionali | Coppe continentali | Coppe continentali | Coppe continentali | Coppe continentali | Coppe continentali | Altre coppe | Altre coppe | Altre coppe | Altre coppe | Altre coppe | Totale | Totale | Totale | Totale | % Vittorie | Piazzamento |
| Stagione              | Squadra               | Comp                  | G          | V          | N          | P          | Comp            | G               | V               | N               | P               | Comp               | G                  | V                  | N                  | P                  | Comp        | G           | V           | N           | P           | G      | V      | N      | P      | %          | Piazzamento |
| --------------------- | --------------------- | --------------------- | ---------- | ---------- | ---------- | ---------- | --------------- | --------------- | --------------- | --------------- | --------------- | ------------------ | ------------------ | ------------------ | ------------------ | ------------------ | ----------- | ----------- | ----------- | ----------- | ----------- | ------ | ------ | ------ | ------ | ---------- | ----------- |
| lug.-ott. 2011        | Halmstad              | A                     | 15         | 2          | 1          | 12         | SC              | 0               | 0               | 0               | 0               | -                  | -                  | -                  | -                  | -                  | -           | -           | -           | -           | -           | 15     | 2      | 1      | 12     | 13,33      | Sub, 16°    |
| 2012                  | Halmstad              | SU                    | 30+2       | 16+1       | 8          | 6+1        | SC              | 1               | 1               | 0               | 0               | -                  | -                  | -                  | -                  | -                  | -           | -           | -           | -           | -           | 33     | 18     | 8      | 7      | 54,55      | 3°, (prom.) |
| 2013                  | Halmstad              | A                     | 30+2       | 7+1        | 10+1       | 13         | SC+SC           | 3+1             | 2+1             | 0+0             | 1+0             | -                  | -                  | -                  | -                  | -                  | -           | -           | -           | -           | -           | 36     | 11     | 11     | 14     | 30,56      | 14°         |
| 2014                  | Halmstad              | A                     | 30         | 11         | 6          | 13         | SC+SC           | 3+1             | 1+1             | 0+0             | 2+0             | -                  | -                  | -                  | -                  | -                  | -           | -           | -           | -           | -           | 34     | 13     | 6      | 15     | 38,24      | 10°         |
| Totale Halmstad       | Totale Halmstad       | Totale Halmstad       | 105+4      | 36+2       | 25+1       | 44+1       |                 | 9               | 6               | 0               | 3               |                    | -                  | -                  | -                  | -                  |             | -           | -           | -           | -           | 118    | 44     | 26     | 48     | 37,29      |             |
| lug.-nov. 2016        | IFK Norrköping        | A                     | 18         | 11         | 3          | 4          | SC              | 1               | 1               | 0               | 0               | UCL                | 2                  | 1                  | 0                  | 1                  | -           | -           | -           | -           | -           | 21     | 13     | 3      | 5      | 61,90      | Sub, 3°     |
| 2017                  | IFK Norrköping        | A                     | 30         | 14         | 6          | 10         | SC+SC           | 6+1             | 3+1             | 2+0             | 1+0             | UEL                | 4                  | 3                  | 0                  | 1                  | -           | -           | -           | -           | -           | 41     | 21     | 8      | 12     | 51,22      | 6°          |
| 2018                  | IFK Norrköping        | A                     | 30         | 19         | 8          | 3          | SC+SC           | 3+1             | 1+1             | 2+0             | 0+0             | -                  | -                  | -                  | -                  | -                  | -           | -           | -           | -           | -           | 34     | 21     | 10     | 3      | 61,76      | 2°          |
| 2019                  | IFK Norrköping        | A                     | 30         | 16         | 9          | 5          | SC+SC           | 3+1             | 2+1             | 1+0             | 0+0             | UEL                | 6                  | 5                  | 0                  | 1                  | -           | -           | -           | -           | -           | 40     | 24     | 10     | 6      | 60,00      | 5°          |
| 2020                  | IFK Norrköping        | A                     | 30         | 13         | 7          | 10         | SC+SC           | 3+1             | 2+1             | 0+0             | 1+0             | -                  | -                  | -                  | -                  | -                  | -           | -           | -           | -           | -           | 34     | 16     | 7      | 11     | 47,06      | 6°          |
| Totale Norrkoping     | Totale Norrkoping     | Totale Norrkoping     | 138        | 73         | 33         | 32         |                 | 20              | 13              | 5               | 2               |                    | 12                 | 9                  | 0                  | 3                  |             | -           | -           | -           | -           | 170    | 95     | 38     | 37     | 55,88      |             |
| lug.-ott. 2021        | Hajduk Spalato        | 1.HNL                 | 13         | 6          | 3          | 4          | CC              | 2               | 2               | 0               | 0               | UECL               | 2                  | 1                  | 0                  | 1                  | -           | -           | -           | -           | -           | 17     | 9      | 3      | 5      | 52,94      | Sub, Eson   |
| 2022-2023             | Pogoń Stettino        | EK                    | 34         | 17         | 9          | 8          | CP              | 2               | 0               | 1               | 1               | UECL               | 4                  | 1                  | 1                  | 2                  | -           | -           | -           | -           | -           | 40     | 18     | 11     | 11     | 45,00      | 4°          |
| 2023-2024             | Pogoń Stettino        | EK                    | 34         | 16         | 7          | 11         | CP              | 5               | 4               | 0               | 1               | UECL               | 4                  | 3                  | 0                  | 1                  | -           | -           | -           | -           | -           | 43     | 23     | 7      | 13     | 53,49      | 4°          |
| lug.-ago. 2024        | Pogoń Stettino        | EK                    | 4          | 2          | 1          | 1          | CP              | -               | -               | -               | -               | -                  | -                  | -                  | -                  | -                  | -           | -           | -           | -           | -           | 4      | 2      | 1      | 1      | 50,00      | Dim         |
| Totale Pogon Stettino | Totale Pogon Stettino | Totale Pogon Stettino | 72         | 35         | 17         | 20         |                 | 7               | 4               | 1               | 2               |                    | 8                  | 4                  | 1                  | 3                  |             | -           | -           | -           | -           | 87     | 43     | 19     | 25     | 49,43      |             |
| ago.-dic. 2024        | Al-Fateh              | SPL                   | 13         | 1          | 3          | 9          | KC              | 1               | 0               | 0               | 1               | -                  | -                  | -                  | -                  | -                  | -           | -           | -           | -           | -           | 14     | 1      | 3      | 10     | &7,14      | Eson        |
| 2025                  | Häcken                | A                     | 8          | 3          | 1          | 4          | SC              | 5               | 4               | 0               | 1               | -                  | -                  | -                  | -                  | -                  | -           | -           | -           | -           | -           | 13     | 7      | 1      | 5      | 53,85      |             |
| Totale carriera       | Totale carriera       | Totale carriera       | 353        | 156        | 83         | 114        |                 | 44              | 29              | 6               | 9               |                    | 22                 | 14                 | 1                  | 7                  |             | -           | -           | -           | -           | 419    | 199    | 90     | 130    | 47,49      |             |

## Palmarès

### Allenatore

#### Competizioni nazionali
- Coppa di Svezia: 1

Häcken: 2024-2025